# Oscar Vidarte Arévalo
Oscar Vidarte Arévalo (Lima, Perú) es bachiller en Derecho, doctor en Ciencia Política e internacionalista peruano. Estudió Derecho en la Pontificia Universidad Católica del Perú. Es magíster en Relaciones Internacionales por la Pontificia Universidad Javeriana de Colombia y doctor en Ciencia Política y Gobierno por la Pontificia Universidad Católica del Perú. Actualmente, es profesor asociado de la facultad de Ciencias Sociales, en la especialidad de Relaciones Internacionales, sección Ciencia Política y Gobierno en la Pontificia Universidad Católica del Perú y de la Academia Diplomática del Perú. Es coordinador del Grupo de Investigación sobre Política Exterior Peruana (GIPEP). 

## Biografía
Ha sido docente en la Universidad de Lima, Universidad del Pacífico, Universidad Antonio Ruiz de Montoya, Escuela Superior Naval, Escuela Nacional de Inteligencia y Centro de Altos Estudios Nacionales. Asimismo, ha trabajado como columnista en el diario peruano El Comercio en el año 2018.y comentarista del programa de televisión TV Perú Mundo desde el 2013 hasta el 2017  Además, ha trabajado en numerosos libros y artículos académicos. 

### APORTES ACADÉMICOS
Oscar Vidarte es especialista el el estudio de la política exterior latinoamericana, enfocándose en países de la región andina como Perú, Colombia, Chile, Bolivia, etc. Algunas de sus obras son: "Perú, Bolivia y Chile en el siglo XXI: hacia un enfoque trinacional en política exterior" (2023). Asimismo, investiga sobre integración y participación de dichos países en las instituciones internacionales como la Alianza del Pacífico.  

### PREMIOS Y RECONOCIMIENTOS
Sobre los premios y reconocimientos, estos han destacado su labor en la investigación académica en las Relaciones Internacionales. En el año 2016, 2017y 2021, la Pontificia Universidad Católica del Perú le otorgó el Premio de Reconocimiento a la Investigación. Asimismo, debido a su destacada labor como docente universitario se le otorgó el Premio a la Excelencia Docente en la facultad de Estudios Generales Letras. 
| Distinción                                                 | Descripción                            | País | Fecha de Premiación |
| Premio de Reconocimiento a la Investigación (RI) 2021      | Reconocimiento a la Investigación 2021 | Perú | Octubre 2022        |
| Premio de Reconocimiento a la Investigación (RI) 2017      | Reconocimiento a la investigación 2017 | Perú |                     |
| Premio de Reconocimiento a la Investigación (RI) 2016      | Reconocimiento a la investigación 2016 | Perú |                     |
| Premio a la Excelencia Docente - Estudios Generales Letras | Distinción a la docencia               | Perú |                     |
| Premio a la Excelencia Docente - Estudios Generales Letras | Distinción a la docencia               | Perú |                     |

## Obras
Entre sus más de 140 investigaciones, publicaciones y colaboraciones, destaca su obra "Cambios en el régimen político y su impacto sobre la política exterior peruana"(2018) en conjunto con el profesor Luciano Quispe. Este libro forma parte de una colección la cual busca analizar 4 elementos determinantes internos al momento de analizar la política exterior, debido a que reconocen que el estudio de lo internacional siempre se ha caracterizado por enfocarse en hacer uso de elementos externos, mas no internos. Debido a esto, libro busca analizar como los cambios de régimen político en los años (1968, 1980, 1992, 2000) en el Perú, considerado como el factor interno, permite explicar los sucesos de la política exterior en las últimas décadas.
En la misma línea de investigación, su libro titulado "Perú y Chile. Del antagonismo a la cooperación: el camino hacia la transformación del vínculo bilateral"(2021)  parte de entender que desde la Guerra del Pacífico, estos dos países han mantenido una continua competición en relación con sus status quo, lo que ha generado vínculos de desconfianza y tensión. Como señala el mismo autor, el vínculo entre Perú y Chile se puede analizar desde la perspectiva de un vaso medio lleno, haciendo referencia a su artículo titulado "El vaso medio lleno: la cooperación con Chile para la política exterior peruana" en el cual se señala que el desarrollo de estos dos países ha ido evolucionando conjuntamente con más éxito debido a que ya se ha avanzado en materia economía y social. En ese sentido, la investigación del libro trata de analizar los vínculos históricos entre Perú y Chile con el objetivo de analizar las ventanas de oportunidad para la colaboración bilateral y que contribuya al desarrollo mutuo.
En 2023, destaca su obra "Perú, Bolivia y Chile en el siglo XXI: hacia un enfoque trinacional en política exterior". En este libro se busca analizar los vínculos más relevantes entre Perú, Bolivia y Chile, en el cual se reconoce que el estudio de la cooperación entre estos países solo han sido de carácter binacional, por lo que se necesita repensar estos vínculos desde la perspectiva de lo trinacional. En este contexto latinoamericano, los espacios de cooperación entre estos 3 países se han visto caracterizados por ser pactados sobre la base de la desconfianza y conflictividad. De tal manera, este libro permite considerar que también existen espacios de cooperación que impulsen a un espacio trinacional más estable, sobre la base de lo ya realizado en estos años. Finalmente, se busca explicar que Latinoamérica se encuentra en un contexto nuevo, en el cual el rol de potencias internacionales como China y Estados Unidos van a ser actores claves para fortalecer o debilitar la cooperación entre estos 3 países.
Otras obras destacadas de Oscar Vidarte son: 
- 2024. La guerra en Ucrania. Consideraciones políticas, económicas e históricas en un orden internacional en transición. [16]
- 2023. El Perú y la Convención del Mar: balance y perspectivas. [17]
- 2023. Ideological changes and pragmatism in the Pacific Alliance.[18]
- 2023. Javier Pérez de Cuéllar: Lifelong Vocation for Global Peace. En Latin American Thinkers of Peace.[19]
- 2023. Dos siglos de pensamiento internacional del Perú. En Nación y República en el pensamiento social peruano, hitos y voces en el bicentenario[20]
- 2022. Neoliberalism in Peruvian Foreign Policy: Between Pragmatism and Dogmatism. En Latin American Foreign Policies: between pragmatism, principism and neoliberalism.[21]
- 2021. El mundo y la región cambian: ¿el Perú también? La política exterior peruana en el siglo XXI. En América Latina: ciclos socioeconómicos y políticos, 1990-2020.[22]
- 2021. Del conflicto a la cooperación: Análisis comparado de los cambios en la relación entre Perú-Ecuador y Perú-Chile. [23]
- 2021. El desarrollo de la relación Perú-México y la Importancia de la Alianza del Pacífico.[24] En La Alianza del Pacífico y su impacto bilateral.

- 2020. La Alianza del Pacífico y la política exterior peruana en el ámbito bilateral.[25]
- 2017. Integración vía Alianza del Pacífico: ¿realidad económica y utopía política?. En La Alianza del Pacífico: nuevo mecanismo de cooperación e integración latinoamericano. [26]
- 2016. El Perú, las Américas y el mundo, 2024-205: opinión pública y política exterior.[27]